# Tair ibne Huceine
Tair ibne Huceine (em persa: طاهر بن حسین; em árabe: طاهر بن الحسين; Puxanje, 775 - Marv, 822), também conhecido como Tair, o Ambidestro (em árabe: ذو اليمينين; romaniz.: Dhu'l-Yaminayn), Tair, o Caolho ou Tair Alavar (em árabe: الأعور; romaniz.: al-A'war), foi um general iraniano e governador durante o Califado Abássida. Especificadamente, serviu sob Almamune durante a Quarta Fitna e liderou os exércitos que derrotariam Alamim, fazendo Almamune califa. Ele foi então recompensado com a nomeação para governador do Coração, que marcou o começo da dinastia taírida.

## Vida

### Primeiros anos
Tair nasceu em 775/776 em Puxanje que era uma vila próxima da antiga cidade de Herate, no Coração. Veio do ceio duma família nobre degã que distinguiu-se desde a Revolução Abássida, e foram anteriormente recompensados com governos menores no Coração Oriental por seus serviços aos abássidas. Seu pai Ruzaique foi um maula de Talha ibne Abedalá Alcuzai, um nobre árabe da tribo Cuza'a, que serviu como governador do Sistão. O filho de Ruzaique, Muçabe, foi governador de Puxanje e Herate. O filho de Muçabe, Huceine, que era pai de Tair, também exerceu a função de seu pai em Puxanje e Herate, posição posteriormente assumida por Tair.
Sob o governador do Coração, Ali ibne Issa ibne Maane, houve revoltas na província devido sua crueldade e perseguição de outras famílias nobres, incluindo a de Tair, que foi maltratado. Provavelmente ele envolveu-se na rebelião de Rafi ibne Alaite iniciada em Samarcanda, Transoxiana, muito embora seja mencionado como tendo participado na expedição liderada por Hartama ibne Aiane em 805/806 contra Rafi. Na ocasião, o califa Harune Arraxide havia deposto Ali ibne Issa e enviou o general Hartama contra Rafi, obrigando o último a retornar à obediência. Durante o evento, Tair perdeu um olho num acidente, o que lhe rendeu o apelido de Alavar (al-A'war - "o Caolho"). Alegadamente Tair ofendia-se facilmente quando alguém mencionada seu problema ocular; Tair teria ameaçado um poeta que humilhou-o ao mencionar a perda de seu olho num poema.

### Guerra Civil Abássida

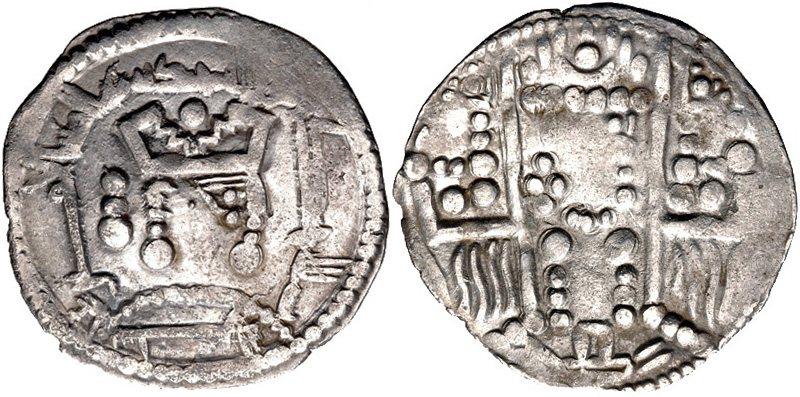
Dracma de Alamim r.

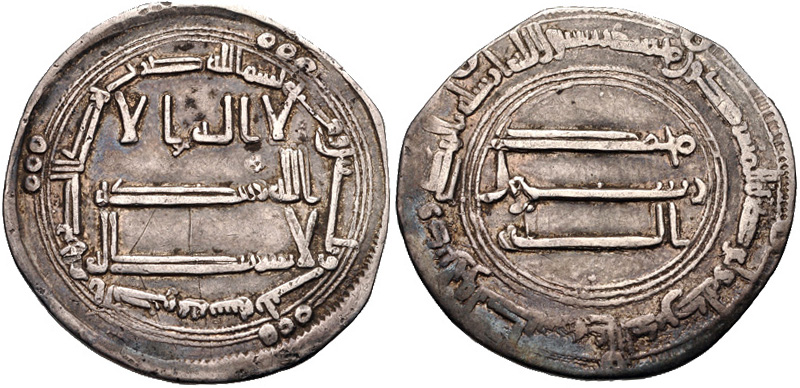
Dirrã de Almamune

Em 810, o califa Alamim (r. 809–813), e seu irmão, Almamune, conflitaram pela sucessão califal, o que culminaria numa guerra civil; em janeiro de 811, Alamim formalmente começou a Grande Guerra Civil Abássida quando renomeou Ali ibne Issa como governador do Coração e colocou-o como chefe dum exército incomumente grande de 40 ou 50 mil soldados, recrutado de dentre os membros do grupo de elite conhecido como abna, e enviou-o para depor Almamune. Quando Ali ibne Issa partiu para o Coração, relatadamente carregou consigo algumas correntes de prata com as quais prenderia Almamune e enviara-o para Bagdá. As notícias da aproximação de Ali deixaram a população do Coração em pânico, e mesmo Almamune considerou a necessidade de fugir. A única força militar disponível era um pequeno exército de aproximados 4–5 mil soldados sob Tair. Tair foi enviado impedir o avanço de Ali, um missão amplamente considerada como suicida, mesmo por seu pai. Os dois exércitos encontraram-se em 3 de julho de 811 em Rei, nas fronteiras ocidentais do Coração, numa batalha que mostrar-se-ia uma vitória esmagadora dos coraçanes, na qual Ali foi morto e seu exército foi desintegrado e obrigado a fugir para oeste. Foi nesta ocasião, alegadamente por ter dividido um homem ao meio utilizando a mão esquerda, que Tair recebeu o epíteto de "o Ambidestro" (em árabe: ذو اليمينين; romaniz.: Dhu'l-Yaminayn). Além disso, foi louvado pelos cronistas como aquele que "ataca com a fúria dos carijitas" (ihmilu hamlatan khdrijiyyatan) e pelo uso de espiões.
A vitória inesperada de Tair foi decisiva: a posição de Almamune foi assegurada, enquanto seus principais oponentes, os abna, perderam homens, prestígio e o líder mais dinâmico deles. Tair então avançou para oeste, derrotando outro exército abna de 20 mil soldados sob Abederramão ibne Jabalá após uma série de duros confrontos próximo de Hamadã. O exército lealista foi obrigado a recuar para Hamadã, onde foi sitiado. Os abna eram odiados pelos locais, e Abederramão rendeu-se mediante salvo-conduto por medo duma revolta. Com isso, Tair dedicou-se à expulsão de outros oficiais lealistas estacionados na província de Jibal e colocou uma guarnição em Gasvim. Mais adiante, Abederramão realizou um fracassado ataque contra Tair, sendo derrotado e morto no processo. Após esta nova vitória, Tair dirigir-se para Hulvã, onde invernou.
Em 811-812, Alamim desesperadamente tentou restabelecer suas forças ao firmar alianças com as tribos árabes, notadamente os xaibanitas da Jazira e os caicitas da Síria. O veterano Abedal Maleque ibne Sale foi enviado à Síria para mobilizar suas tropas junto do filho de Ali ibne Issa, Huceine, mas logo faleceria. Alamim conseguiu reunir um exército de 40 mil homens, dos quais 20 mil pertenciam a Amade ibne Maziade Axaibani, que foi designado como chefe da expedição contra Tair, e os outros 20 mil eram abna. Esses esforços, contudo, fracassariam devido a prolongada cisão inter-tribal entre os caicitas e calbitas, a relutância dos sírios em envolverem-se na guerra civil, bem como a falta de vontade dos abna em cooperar com as tribos árabes e fazer concessões políticas para eles. Estes esforços falhos para assegurar o apoio árabe produziram efeitos negativos para Alamim, com os abna começando a questionar se seus interesses eram melhor servidos por ele. Em março de 812, Huceine ibne Ali liderou um golpe de curta duração contra Alamim em Bagdá, proclamando Almamune como o califa legítimo, até um contra golpe, liderado por outras facções dentro dos abna, restaurar Alamim ao trono. Alfadle ibne Arrabi, um dos principais instigadores da guerra, concluiu que a causa de Alamim estava perdida e resignou de seus ofícios cortesões. Aproximadamente pela mesma época, Almamune foi oficialmente proclamado califa, enquanto seu vizir Alfadle ibne Sal adquiriu o título único de Dul Riaçataim (Dhu 'l-Ri'asatayn - "ele [que controla] as duas chefias"), significando seu controle sobre a administração civil e militar.

Iraque e regiões vizinhas no século IX

Na primavera de 812, as tropas de Hartama ibne Aiane foram enviadas para assegurar os territórios conquistados por Tair, enquanto o último prosseguiria sua marcha em direção a Avaz, no Cuzistão, onde derrotou e matou o governador moalábida Maomé ibne Iázide, após o que os moalábidas de Baçorá renderam-se para ele. Tair avançou ainda mais e capturou Uacite e Almadaim, enquanto Hartama, após destruir um pequeno exército, dirigiu-se para Naravã. Vastas porções da Arábia Oriental, Cufa e Meca bem como membros da família abássida desertaram para Tair e reconheceram Almamune como califa. Ao mesmo tempo, a autoridade de Alamim colapsou com os apoiantes de Almamune tomando controle de Moçul, Egito e Hejaz e líderes tribais locais árabes apossando-se de boa parte da Síria, Armênia e Azerbaijão. Com a aproximação do exército de Tair, a cisão entre Alamim e os abna foi solidificada quando o califa, movido pelo desespero, virou-se para o povo comum da cidade por ajuda e deu-lhes armas. Os abna começaram a desertar para Tair em massa, e em agosto de 812, quando o exército de Tair apareceu diante da cidade, ele estabeleceu seus quarteis no subúrbio de Hárbia (Harbiyya), tradicionalmente um forte abna.
O estudioso do islamismo Hugh N. Kennedy caracteriza o cerco subsequente da cidade como "um episódio quase sem paralelo na história da sociedade islâmica precoce" e "o mais próximo [que a] história islâmica precoce viu duma tentativa de revolução social", com o proletariado urbano de Bagdá defendendo sua cidade por quase um ano numa viciosa guerra de guerrilha urbana. De fato, foi esta situação "revolucionária" na cidade bem como a fome e a experiência profissional dos sitiantes que provocou a queda da capital: em setembro de 813, Tair convenceu alguns dos cidadãos ricos a cortar as pontes flutuantes sobre o rio Tigre que conectavam a cidade com o mundo exterior, permitindo que os homens de Almamune ocupassem os subúrbios orientais da cidade. Tair então lançou um assalto final, no qual Alamim foi capturado e executado sob suas ordens enquanto tentava procurar refúgio com Hartama, um antigo amigo de sua família. A cabeça dele foi decapitada e exibida antes de ser enviada para Almamune junto duma carta de Tair na qual, segundo cronista Atabari, ele explica os eventos concernentes à morte do califa.

### Governo do Coração e morte

Coração sob os taíridas em 836

Em 814, após a vitória na guerra civil, o novo califa Almamune nomeou Tair à posição de governador da Jazira e Síria. Nessa posição, recebeu a missão de subjugar Nácer ibne Xabate Alucaili e seus apoiantes, muitos deles pró-aminidas. De início Tair fez sua base em Harrã, mas o desregramento de suas tropas forçou-o a fugir à noite e acampar em Raca, no Eufrates, que tornar-se-ia sua base de operações. Apesar de sua habilidade, Tair falhou em fazer qualquer progresso contra Nácer e os contingentes árabes tribais, que continuaram a aterrorizar a região por mais uma década. Segundo algumas das fontes do período, na realidade Tair preferiu ignorar os rebeldes em vez de tentar detê-los efetivamente, preferindo, segundo Miguel, o Sírio, dedicar-se a filosofia e estudos religiosos; estas conclusões são questionadas pelo cronista ibne Atame.
Pelos anos subsequentes, Tair aproveitou sua posição em Raca para acumular considerável riqueza e estabelecer um poderoso séquito de seguidores recrutados dentre seus veteranos e parentes, bem como de antigos líderes dos abna e membros da família abássida, o que iria torná-lo indispensável para a manutenção da ordem. Em vista disso, e devido ao caos instaurado no Iraque desde o assassinato do vizir Alfadle ibne Sal em 818, quando chegou na região em 819, Almamune convocou Tair e nomeou-o saíbe da xurta, ou seja, o comandante do efetivo policial responsável por proteger a capital, uma posição que seria ocupada pelos taíridas até ao menos o começo do século X, bem como seria incumbido com a recolha das receitas provenientes da tributação do Sauade, o rico e fértil distrito iraquiano. Por este tempo, Almamune convenceu-o a abandonar o verde dos álidas como cor oficial em detrimento do tradicional preto abássida, ao passo que Tair esteve envolvido na reconciliação de Alfadle ibne Arrabi com o califa. Seu harém, situado na porção ocidental de Bagdá, era um dos edifícios mais opulentos desta parte da cidade e logo tornar-se-ia sede dos governadores taíridas e então dos próprios califas; pelo tempo de seu filho Abedalá, o harém adquiriria estatuto quase real e, consequentemente, direitos de santuário.
Em 821, foi reconvocado de seu posto e então recompensado com o governo do Grande Coração e de todas as demais províncias califais orientais. Alegadamente teria recebido esta posição por instigação própria como forma de ser removido da corte devido ao fato de Almamune ter se voltado contra ele. Essa versão, contudo, é improvável e provavelmente sua nomeação deveu-se a uma pequena intriga arquitetada pelo vizir Amade ibne Abi Calide Alaval contra o governador incumbente do Coração, Gassane ibne Abade, um protegido e parente do vizir anterior, Haçane ibne Sal. Logo que chegou no oriente, Tair começou a consolidar sua autoridade sobre a região, nomeando vários oficiais para certos ofícios, incluindo Maomé ibne Huceine Cusi, que foi nomeado, segundo a História do Sistão, como governador do Sistão. Tair então declarou independência do Califado Abássida em 822 ao omitir quaisquer menções de Almamune durante os sermões da sexta-feira e sobre algumas moedas cunhadas por ele. Ele faleceria em 822 em Marv, possivelmente por envenenamento sob ordens de Almamune ou do vizir Amade ibne Abi Calide. No entanto, Almamune nomeou o filho de Tair como seu sucessor no governo. Diz-se que Tair teria dito suas últimas palavras em persa, sua língua nativa.

## Legado
Diz-se que Tair foi bem educado em árabe e persa. Em data desconhecida durante sua vida encomendou do teólogo cristão Teodoro Abucara a tradução do texto pseudo-aristotélico De virtutibus animae para o árabe.